# Caboclo de lança

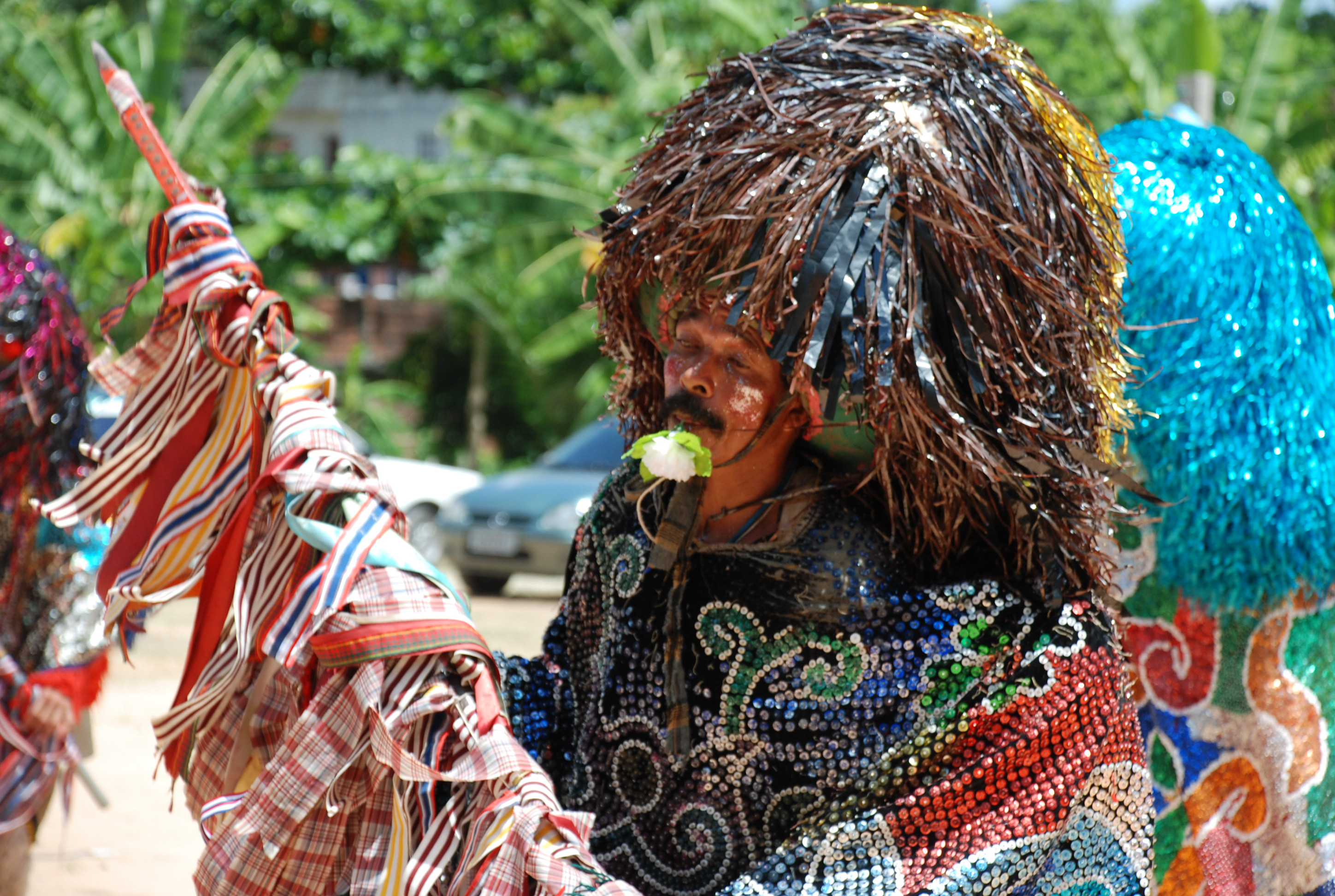
Caboclo de lança

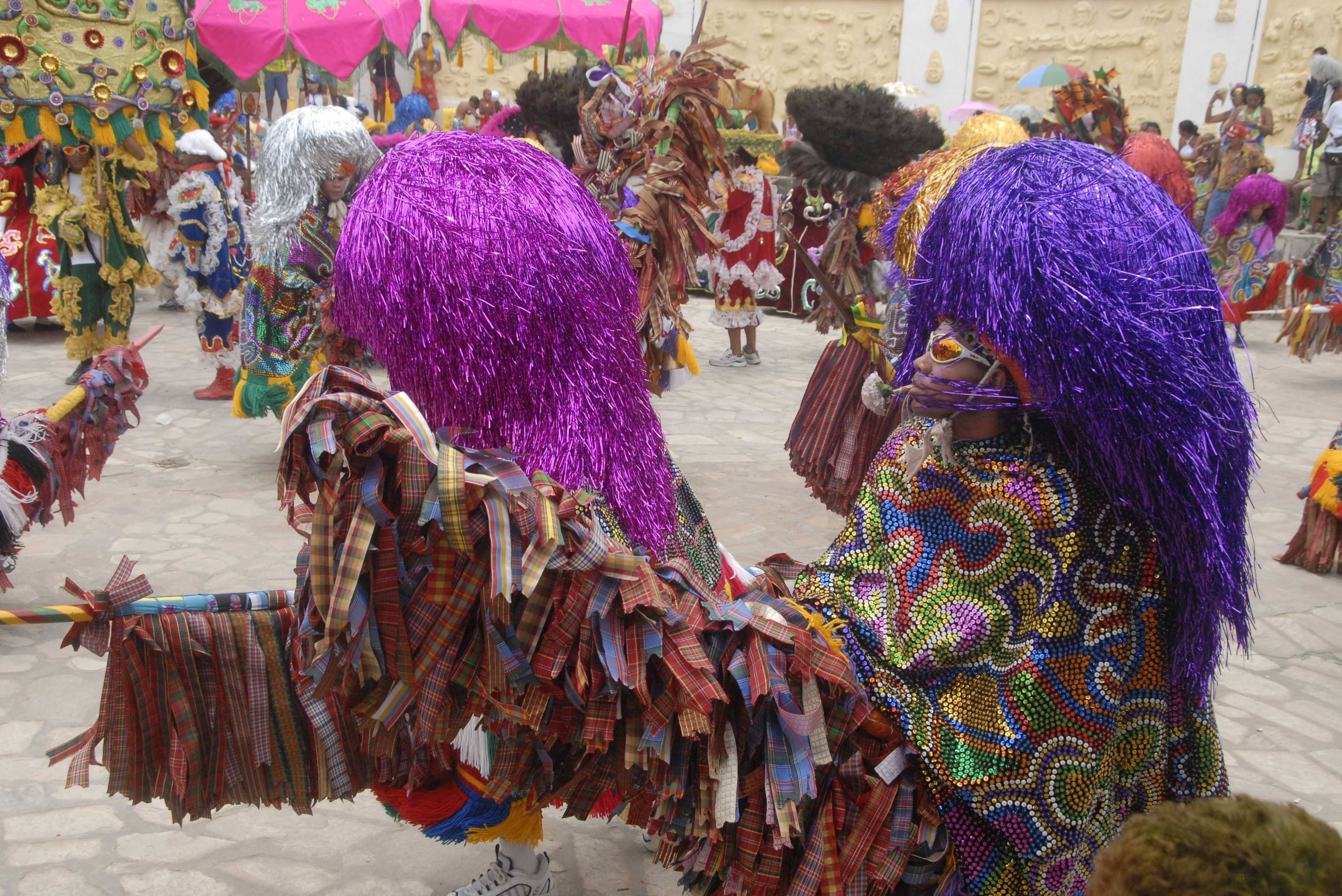
Caboclos de lança em evolução.

O caboclo de lança é uma figura folclórica do estado de Pernambuco, atrelada às manifestações culturais do carnaval e do Maracatu Rural. É por muitos considerado um dos símbolos da cultura pernambucana, também conhecido como lanceiro africano, caboclo de guiada ou guerreiro de Ogum, que traz consigo um certo mistério.
Sua origem é resultado de uma mistura de culturas afro-indígenas com outras manifestações populares, como Bumba-meu-boi, Caboclinhos, Cavalo-marinho, Folia de Reis, manifestações essas existentes em Pernambuco.
Símbolos do carnaval de Pernambuco, o caboclo de lança é encontrado em várias cidades, principalmente na Zona da Mata, normalmente em Nazaré da Mata. Também se encontra nas cidades de Igarassu, Buenos Aires, Tracunhaém, Carpina, Chã de Alegria, Lagoa do Itaenga, Feira Nova, Araçoiaba, Paudalho, Camaragibe, São Lourenço da Mata, Aliança, Glória do Goitá e Condado.

## Ritual[1]
O caboclo de lança obedece a um ritual antes de sua apresentação, e toda sua vestimenta tem uma explicação, uma razão de ser.
Há uma cerimônia em terreiros, com a bênção da lança e da flor que carrega na boca, além da consagração da calunga. Os homens cumprem uma abstinência sexual alguns dias antes da apresentação.

## Vestimenta[1]
- Chapéu - Antigamente feito de papelão, atualmente usam um chapéu de palha, ornado com fitas multicoloridas, com a predominância da cor representativa de seu guia espiritual (oxum).
- Lenço - Um lenço colorido é colocado amarrado ao pescoço. A face é geralmente pintada de vermelho, com urucum.
- Gola - Coberta de lantejoulas, cobre os ombros, o peito e as costas. Juntamente com o chapéu, é quem dá destaque à fantasia.
- Fofa - Calça frouxa com franjas.
- Surrão - Amarração de chocalhos, às costas, com um número variável deles à altura das nádegas.
- Lança - Também chamada Guiada. Tem dois metros de comprimento, feita em madeira, toda coberta com fitas multicoloridas
- Óculos escuros.
- Cravo branco preso nos lábios.